# Paragiopagurus pacificus
Paragiopagurus pacificus är en kräftdjursart som först beskrevs av John R. Edmondson 1925.  Paragiopagurus pacificus ingår i släktet Paragiopagurus och familjen Parapaguridae. Inga underarter finns listade i Catalogue of Life.